# Puya vargasiana
Puya vargasiana är en gräsväxtart som beskrevs av Lyman Bradford Smith. Puya vargasiana ingår i släktet Puya och familjen Bromeliaceae. Inga underarter finns listade i Catalogue of Life.